# 島野清志
島野清志（しまの きよし、1960年 - ）は経済評論家、ジャーナリスト。東京都出身。早稲田大学社会科学部中退。

## 経歴
公社債関係の新聞記者や、一吉調査センター（現:いちよし経済研究所）の勤務経験があり、様々な業態・産業の評論を行って一般大衆向けに出版している。

## 著作の特徴等
経済評論家の観点により、高等教育機関の教育機能について評論も行っている。例えば、『危ない大学・消える大学』において、学力偏差値を基準とした大学の格付けを行っており、「偏差値の低い大学よりも高い大学に入学すべき」という持論を展開している。

## 著書
- 『この建設会社が危ない』（エール出版社、1998年7月） ISBN 9784753917525
- 『新薬開発リスト―主要34社、新薬開発動向』（ぱる出版）
- 『伸びる銀行消え去る銀行 : 全銀行150行の総点検＆ランキング』（ぱる出版）
- 『M&Aで狙われる上場企業95社』（エール出版社）
- 『ザンコクな時代 : 1997〜2010死ぬヒト、生き残るヒト』（総合法令出版、1997年9月） ISBN 9784893465610
- 『裏から見たIT業界』（エール出版社）
- 『勝つ大学・伸びる大学』（エール出版社、2012年9月） ISBN 9784753931477
- 『危ない就活・怖い就活』（エール出版社、2012年3月）ISBN 9784753931002

### 叢書
- 『危ない大学・消える大学』（エール出版社）
- 『就職でトクする大学・損する大学ランキング』（エール出版社）
- 『この会社が危ない』（エール出版社）
- 『全国高校最新格付け』（エール出版社）
- 『私立中学・高校が危ない』（エール出版社）